# 傑克遜維爾州立大學
傑克遜維爾州立大學（Jacksonville State University，縮寫：JSU）是一所位于美国阿拉巴馬州傑克遜維爾的、地區性的州立大學。該大學創立於1883年，當時稱傑克遜維爾州立師範學校（Jacksonville State Normal School），1930年稱傑克遜維爾州立教師學院（Jacksonville State Teachers College），1957年改名傑克遜維爾州立學院，1967年改現名。2017年《美國新聞與世界報道》将其排在美国南部地区大学中第98位。

## 外部連結
- 官方网站
- JSU Athletics （页面存档备份，存于）